# زبان نیاایتالی
زبان نیا-ایتالی (به انگلیسی: Proto-Italic language) نیای خانواده زبان‌های ایتالی است. مهم‌ترین زبان خانواده ایتالی زبان لاتین و زیر مجموعه‌های آن تحت نام خانواده زبان‌های رومی است.
مدرک نوشتاری مستقیمی از این زبان به دست نیامده است اما از طریق زبان‌شناسی تطبیقی تا حدودی بازسازی شده‌است. زبان نیاایتالی خود از زبان نیاهندواروپایی مشتق شده‌است.